# 第30海兵軍団 (ウクライナ海兵隊)
第30海兵軍団（だい30かいへいぐんだん、ウクライナ語: 30-й корпус морської піхоти）は、ウクライナ海兵隊の軍団。海兵隊司令部隷下。

## 歴史

### ロシアのウクライナ侵攻
2024年、ロシアのウクライナ侵攻の影響に伴い、ウクライナ海兵隊の戦闘部隊を前線で指揮統制するために創設されたが、主に管理組織としてのみ機能し、隷下部隊も前線各地に分遣されていたため、戦闘軍団に再編されることとなった。

## 編制[1]
- 軍団司令部
- 第34独立沿岸防衛旅団（ヘルソン）
- 第35独立海兵旅団（ダチョネ（ウクライナ語版））
- 第36独立海兵旅団（ムィコラーイウ）
- 第37独立海兵旅団（チョルノモルシク）
- 第38独立海兵旅団（ホリシュニ・プラウニ）
- 第39独立沿岸防衛旅団（オデッサ）
- 第40独立沿岸防衛旅団（ヴォルィーニ州）
- 第32独立砲兵旅団（アルテストヴェ（ロシア語版））
- 第406独立砲兵旅団（ムィコラーイウ）

- 第15独立支援連隊（ムィコラーイウ）
- 第7独立高射ミサイル大隊（英語版）（オチャキウ）
- 第140独立偵察大隊（スカドフスク）
- 第310独立電子戦大隊
- 第380独立予備海兵大隊
- 第426独立無人システム大隊（ムィコラーイウ）

## 2024年編制
- 軍団司令部
- 第35独立海兵旅団（ダチョネ（ウクライナ語版））
- 第36独立海兵旅団（ムィコラーイウ）
- 第37独立海兵旅団（チョルノモルシク）
- 第38独立海兵旅団
- 第32独立砲兵旅団（アルテストヴェ（ロシア語版））
- 第406独立砲兵旅団（ムィコラーイウ）
- 第7独立高射ミサイル大隊（英語版）（オチャキウ）
- 第140独立偵察大隊（スカドフスク）